# إياد مندو
إياد مندو لاعب كرة قدم سوري سابق بدا مسيرته في نادي الوثبة الحمصي .

## انجازاته
- مع الوحدة :

-بطولة الدوري السوري 2003 .
-بطولة كأس سوريا 2001 .
- مع الكرامة :

```
- بطولة 
الدوري السوري
 2006-2007-2008-2010 .
```

- بطولة كأس سوريا 2007-2008-2009-2010 .
- وصيف دوري أبطال آسيا 2006 .
-وصيف كأس الاتحاد الآسيوي 2009

## روابط خارجية
- إياد مندو على موقع قاعدة بيانات كرة القدم.إي يو (الإنجليزية)
- إياد مندو على موقع ناشيونال فوتبول تيمز (الإنجليزية)